# (2429) Schürer
(2429) Schürer est un astéroïde de la ceinture principale.

## Description
(2429) Schürer est un astéroïde de la ceinture principale. Il fut découvert le 12 octobre 1977 à l'observatoire Zimmerwald par Paul Wild. Il présente une orbite caractérisée par un demi-grand axe de 2,57 UA, une excentricité de 0,10 et une inclinaison de 15,1° par rapport à l'écliptique.

## Compléments